# Злота (Сандомирський повіт)
Злота (пол. Złota) — село в Польщі, у гміні Самбожець Сандомирського повіту Свентокшиського воєводства.
Населення — 663 особи (2011).
У 1975-1998 роках село належало до Тарнобжезького воєводства.

## Демографія
Демографічна структура на день 31 березня 2011 року:
|          | Загалом | Допрацездатний вік | Працездатний вік | Постпрацездатний вік |
| -------- | ------- | ------------------ | ---------------- | -------------------- |
| Чоловіки | 332     | 57                 | 229              | 46                   |
| Жінки    | 331     | 57                 | 178              | 96                   |
| Разом    | 663     | 114                | 407              | 142                  |